# Edmond Membrée
Edmond Membrée (* 14. November 1820 in Valenciennes; † 10. September 1882 in Paris) war ein französischer Komponist.
Membrée war Schüler von Michele Carafa. Er komponierte mehrere Opern und veröffentlichte außerdem Romanzen und Balladen.

## Werke
- François Villon, Oper, UA 1857
- L'Esclave, Oper, UA 1874
- Les Parias, Oper, UA 1876
- La Courte Échelle, Oper, UA 1879

## Quelle
- Charles Bergmans: La Musique et les musiciens, 2008, S. 415–416 (eingeschränkte Vorschau bei Google Books)

| Personendaten    | Personendaten           |
| ---------------- | ----------------------- |
| NAME             | Membrée, Edmond         |
| KURZBESCHREIBUNG | französischer Komponist |
| GEBURTSDATUM     | 14. November 1820       |
| GEBURTSORT       | Valenciennes            |
| STERBEDATUM      | 10. September 1882      |
| STERBEORT        | Paris                   |